# Safford (Arizona)
Safford es una ciudad ubicada en el condado de Graham en el estado estadounidense de Arizona. En el Censo de los Estados Unidos del 2020 tenía una población de 10,129 habitantes y una densidad poblacional de 455.16 personas por km².

## Geografía
Safford se encuentra ubicada en las coordenadas 32°49′56″N 109°42′4″O / 32.83222, -109.70111. Según la Oficina del Censo de los Estados Unidos, Safford tiene una superficie total de 22,25 km², de la cual 22,17 km² corresponden a tierra firme y (0,36%) 0,08 km² es agua.

## Demografía
Según el censo de 2010, había 9.566 personas residiendo en Safford. La densidad de población era de 429,87 hab./km². De los 9.566 habitantes, Safford estaba compuesto por el 81,42% blancos, el 1,21% eran afroamericanos, el 1,6% eran amerindios, el 0,89% eran asiáticos, el 0,05% eran isleños del Pacífico, el 11,1% eran de otras razas y el 3,72% pertenecían a dos o más razas. Del total de la población el 43,55% eran hispanos o latinos de cualquier raza.